# 木型

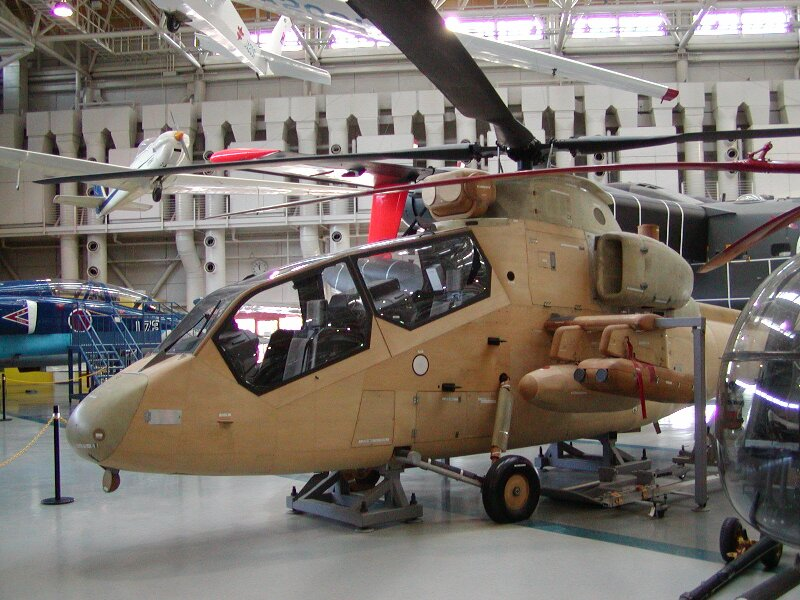
OH-1の実物大木型。胴体など大半の部分は木で作られている。

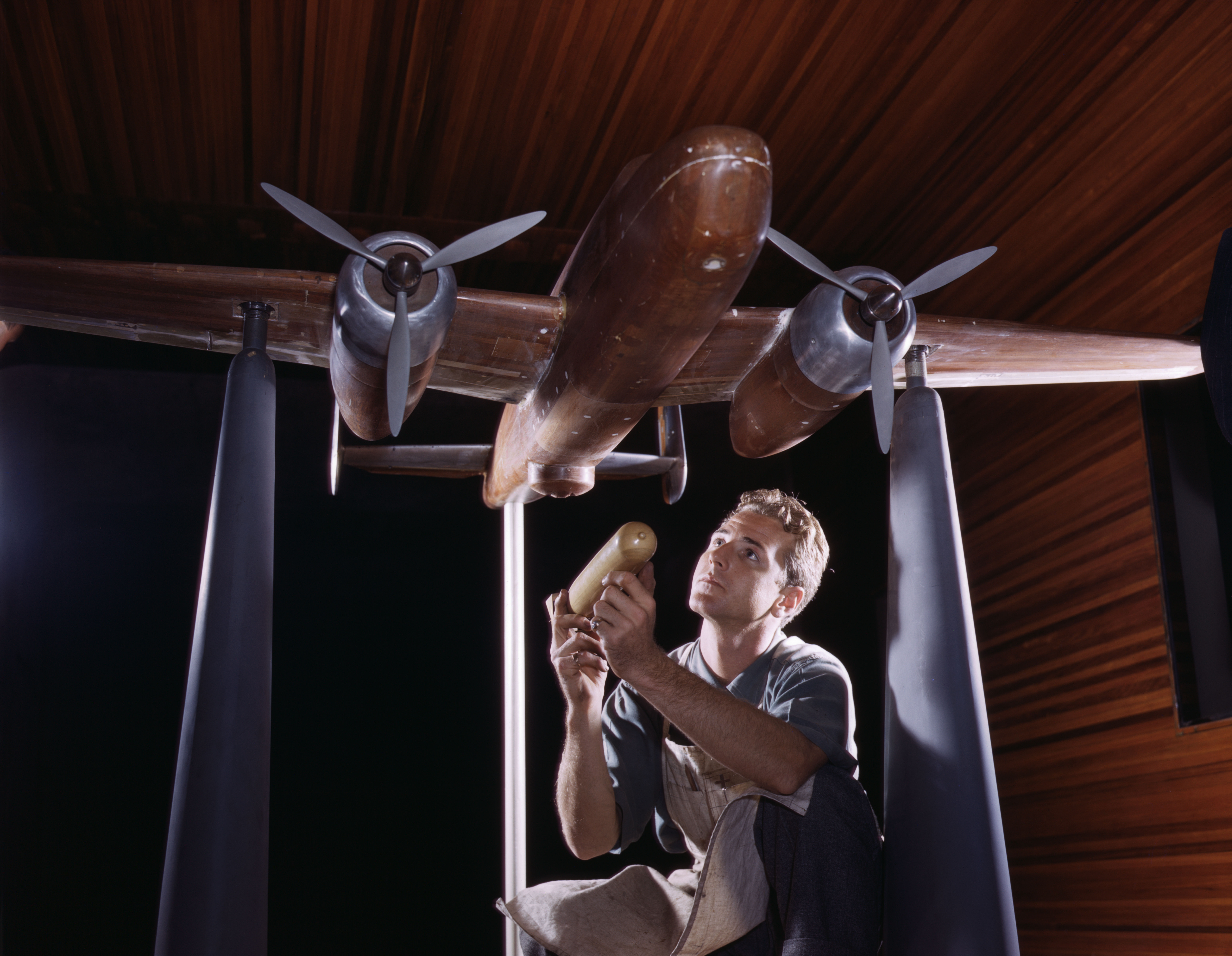
B-25の風洞実験用模型

木型（きがた）とは、製品の外観の検討や機能の確認のためにつくられる原型。基本的には木製。モックアップ（mockup）とも言う。
靴製造時に皮革を押し当てて成型する道具も木型と呼ぶが、本項では上記について解説する。         

## 概要
木型は商品の外観デザインや使い心地、可動部の検討用に用いられる。低価格ながら切削（修正）が可能な木材が多く利用されるが、石膏やプラスチックなども利用されている。
CADで設計されたインダストリアルデザインを木型にする場合、天然木材には木目が有り、NC工作機械の加工には向かないため、木目の無いケミカルウッド等の人工木材を用いる事が多い。
玩具の原型に木型が用いられることが多かったが、船舶、自動車、鉄道車両、航空機のデザインや機能の検討・風洞実験にも用いられていた。大航海時代には実際の帆船を建造する前の検討用や顧客への説明用として、同じ材料を使用した正確な縮小模型が制作されており、帆船模型という趣味として残っている。スペースシャトル・オービターは発射台までの運搬や固定など作業手順の確認用として、実物大模型「パスファインダー」が制作された。
玩具の原型の場合は、木型の段階で可動部のギミックなどを再現、パーツごとの分解も可能にしておき、そのまま製品の原型とすることが多かった。微妙なカーブの修正や隙間の修正には、天然木材以外に、おがくず（木の砕片）を樹脂で固めたものなども用いられる。
旧来は職人による手作業に負うことが多かったが、近年は3Dプリンタ（3Dプロッタ）の発達でCADデータをそのまま立体として成形できるようになったため、呼称はそのままでもFRPや合成樹脂で代用されている。トヨタ自動車など技能継承のために新人には木材により研修を行う企業もある。
自動車や携帯電話など、デザインが販売に大きく影響する商品においては、原寸大のモックアップが使われている。携帯電話店によっては、使用済みの携帯電話モックアップが販売されることもある。
携帯電話店では体験用に展示する実機を「ホットモック」と呼称している。